# Димитрий (Захаренгас)
Митрополи́т Дими́трий (греч. Μητροπολίτης Δημήτριος, в миру Фемистокли́с Захаре́нгас, греч. Θεμιστοκλής Ζαχαρέγκας; род. 28 февраля 1965, Сохос) — епископ Александрийской православной церкви, митрополит Иринопольский (с 2004), ипертим и экзарх Восточной Танзании и Сейшел.

## Биография
Родился 28 февраля 1965 года в Сохосе, в Греции.
Обучался в теологическом факультете Богословской школы Университета Аристотеля в Салониках.
В 1989 году пострижен в монашество в монастыре Архангела Михаила на острове Родос.
С 1994 по 1999 годы находился в составе православной Миссии на Мадагаскаре, Индии, Гонконге и Филиппинах.
2 февраля 1999 года митрополитом Гонконгским Никитой (Лулиасом) в Гонконге был рукоположен в сан иеродиакона, а 7 февраля — в сан иеромонаха. 5 сентября 1999 года был возведён в достоинство архимандрита.
С 1999 по 2002 годы был настоятелем Благовещенской церкви в Александрии (Египет) и директором Издательского отдела Александрийской патриархии. Участвовал во многих визитах по всему миру и миссионерских поездках, сопровождая Патриарха.
6 октября 2002 года хиротонисан в сан епископа Камерунского, имертима и экзарха Центральной Африки, с возведением в достоинство митрополита.
С 27 октября 2004 года — митрополит Дар-эс-Саламский (Иринупольский), ипертим и экзарх Восточной Танзании и Сейшел.